# Buxus cristalensis
Buxus cristalensis är en buxbomsväxtart som beskrevs av Eg. Köhler och P. A. González. Buxus cristalensis ingår i släktet buxbomar, och familjen buxbomsväxter. Inga underarter finns listade i Catalogue of Life.